# Cassington
Cassington – wieś w Anglii, w hrabstwie Oxfordshire, w dystrykcie West Oxfordshire. Leży 8 km na północny zachód od Oksfordu i 90 km na zachód od Londynu. W 2001 miejscowość liczyła 710 mieszkańców.